# Hironobu Kageyama
Hironobu Kageyama (影山ヒロノブ) (Osaka, 18 de fevereiro de 1961) é um cantor, músico multi-instrumentista e compositor japonês. Ele é mais conhecido por músicas de Cavaleiros do Zodíaco, Dragon Ball Z, Changeman e Maskman; e por ser o líder do JAM Project.

## História

### 1977-1999: LAZY, carreira solo, músicas de anime e tokusatsu
Iniciou a sua carreira no grupo LAZY aos 16 anos, onde era o líder. Assim como todos os membros da banda, usava um nome artístico, sendo o seu, Michell. No começo dos anos 80, a banda se dividiu e Kageyama iniciou carreira solo sob seu próprio nome. Em 1981, lançou seu primeiro single, "Kyou wo Ikiyou", onde compôs o lado B e se creditou como Nobuhiro Yamakage, um anagrama de seu próprio nome. Dois meses depois, lançou seu primeiro álbum solo, Broken Heart. No ano seguinte, lançou seu primeiro álbum ao vivo, It's LIVE Runnin', onde apesar de usar seu nome, ainda havia referência a seu nome da época do LAZY. Lançou também seu segundo single, "Try Me", e seu terceiro, "Hotondo Crazy". Nessa época, começou a trabalhar com o compositor Kenichi Sudo, parceria que se estende por décadas. Lançou o single "Mayonaka no Dance" em 1983 e outros álbuns até Born Again, de 1985, quando começou a se focar na produção de anisons e músicas para tokusatsu, não voltando a lançar um álbum solo até o ano 2000, com I'm in You (coletâneas e álbuns ao vivo foram lançados nesse ínterim). Ainda em 85, lançou o single "St. Elmo's Fire", cover de John Parr da música tema do filme O Primeiro Ano do Resto das Nossas Vidas.
Interpretou músicas para várias séries japonesas, tanto em tokusatsu quanto em anime, dentre elas, Jetman e Maskman, mas sua estreia nessa área aconteceu com "Dengeki Sentai Changeman", a abertura de Changeman, a qual foi feita sob a alcunha KAGE; ele também gravou várias músicas dessa série, a maioria lançada no álbum Dengeki Sentai Changeman Hit Kyokushuu. Meses depois, lançou outro single para a série, chamado "Wakasa de Changeman". Ao ter gravado "Soldier Dream" (segunda abertura de Os Cavaleiros do Zodíaco) e "Cha-La Head-Cha-La" (primeira abertura de Dragon Ball Z), sua carreira deu uma guinada definitiva para a produção de anisons. Somando o anime e jogos de vídeo game, Kageyama estima ter gravado cerca de 70 músicas para Dragon Ball Z, tendo até feito rap em uma delas. Ele credita essas músicas como elementos que o fizeram aprender vários outros estilos vocais.
Em 1986, lançou o single "Uchuusen Sagittarius", contendo a abertura e o encerramento do anime homônimo. As canções, "Stardust Boys" e "Yume Kounen", figuram entre as mais conhecidas do cantor, fazendo parte de inúmeras coletâneas que seriam lançadas posteriormente.  Também lançou os singles Honoo no Violence, contendo a abertura e o encerramento do anime M.D. Geist; e "Wild Boy".
Em 1987, lançou o single "The Headmasters/Kimi wa Transformer". Voltou ao mundo tokusatsu ao cantar várias músicas para a série Defensores da Luz Maskman, começando com o single que contém a abertura e o encerramento, "Hikari Sentai Maskman (canção)", e culminando com cinco outras lançadas no álbum Hikari Sentai Maskman Hit Kyokushuu.
Em 1988, foi lançado o álbum Saint Seiya Hit Kyokushuu III BOYS BE ~Kimi ni Ageru Tame ni~, contendo as músicas da saga de Asgard de Cavaleiros do Zodíaco. Para a composição do álbum, Kageyama fez nova parceria com Sudo, e juntaram-se a Chiaki Yoshiike, Masami Urushibara e Yoshichika Kuriyama para criar a banda BROADWAY. Desse trabalho saiu a segunda abertura, "Soldier Dream", e o segundo encerramento do anime, "Blue Dream". O álbum foi lançado em CD, LP e fita cassete, mas "Blue Dream" foi inclusa apenas no CD. A banda não seguiu carreira formal, mas colabora com projetos de Kageyama com certa frequência, tendo tocado com o vocalista em shows e participado da composição de músicas de alguns animes e até mesmo de seu álbum A.O.R., talvez encorajados pela cantora Mitsuko Horie, que participou do álbum de 88 e sugeriu que começassem a trabalhar em composições próprias junto com as de anime.
Em 1990, gravou "Dead or Dead", que teria sido a abertura da saga de Hades de Cavaleiros do Zodíaco do anime original, se não tivesse sido interrompido logo após a saga de Poseidon. A música foi lançada no álbum Saint Seiya Hades Hen, que continha toda a trilha sonora composta para essa fase nunca produzida.
Em 1991, Kageyama se reuniu com Shunji Inoue e Hiroyuki Tanaka, ex-integrantes do LAZY, para formar a banda AIRBLANCA, que também contou com Youichi Matsuo, Yasuhiko Iwata e Kenichi Sudo. O projeto não durou muito tempo, tendo apenas um álbum próprio, um álbum colaborativo com a cantora Hitomi Fujimoto, e participação em três canções na trilha sonora de Ai to Ken no Camelot. Entretanto, até hoje o site oficial de Hironobu Kageyama tem o nome desta banda. Ainda em 1991, cantou músicas para o seriado Jetman, começando com o single "Choujin Sentai Jetman/Kokoro wa Tamago."
Em 1992, lançou o single "Ready to Love", música composta para o personagem Roy, do anime Silent Möbius. Kageyama escreveu a letra e seu ex-companheiro de LAZY, Shunji Inoue, compôs a melodia. O single ficou duas semanas no Oricon Singles Chart e chegou à 46ª posição. No mesmo ano, fez a abertura e o encerramento do desenho Os Piratas de Águas Sombrias, lançadas no single "Dark Water ~Aisubeki Senshitachi~".
Em 1993, seu single "Suki Suki Suki" recebeceu certificação de ouro no RIAJ. Mesmo ano em que lançou o single WE GOTTA POWER/Bokutachi wa Tenshi Datta, contendo a segunda abertura e o segundo encerramento de Dragon Ball Z, respectivamente. Lançou, ainda, os singles "Skyscraper ~Mantenrou ni Dakarete~", de Möbius Klein; "Kurenai no Ryuuseiki", de Ryuuseiki Gakusaver; "Tatakau Tame ni Umareta Senshi", de Ultraman vs. Kamen Rider; e "Casshan ~Kaze no Bohyou~", de Casshan.
Ainda em 1993, foi o responsável pela música tema do filme UFO Kamen Yakisoban, sobre o herói homônimo criado para ser personagem de comerciais de yakissoba instantâneo da Nissin. O personagem fez tanto sucesso que ganhou o tal filme e até um jogo para Super Nintendo.
Em 1994, lançou "WE ARE REYSOL", hino oficial do time Kashiwa Reysol. Foi um ano de muitos singles, entre eles, "Kiseki no Big Fight", encerramento do filme Dragon Ball Z: O Retorno do Guerreiro Lendário; "Hitomi wo Tojite Emelia"; "Dragon Power Mugendai"; e dois singles com Takayuki Miyauchi. "Night of Mystery", para o anime Silent Möbius; e "Detazo! Kakure Daishogun", da série Super Sentai Ninja Sentai Kakuranger.
Em 1995, lançou o álbum ao vivo Power Live'95 CYVOX, que reuniu a BROADWAY para tocar o show em que o álbum foi gravado. No mesmo ano, lançou o single "Saikyou no Fusion", encerramento do filme Dragon Ball Z: Uma Nova Fusão: Gogeta. Anos depois, a música seria inclusa no jogo Dragon Ball: Sparking! Zero. Lançou, também, os singles "Kishin Douji Zenki" e "Chou Kishin Zenki, Raigou Sei Rin!", aberturas do anime Zenki; os singles "Bokutachi no Start", abertura do anime Kyouryuu Boukenki Jura Tripper; "GET THE WIN "J"", abertura do programa J League Live, sobre o Campeonato Japonês de Futebol; "Ore ga Yaranakya Dare ga Yaru", encerramento do filme Dragon Ball Z: O Ataque do Dragão;; "Te to Te wo Tsunagou!", abertura do anime Robot Paruta; e "Dokkan Beat", abertura de Dokkan! Robo Tendon.
Já em 1996, lançou a canção "Power Up Turtles", abertura do anime Mutant Turtles: Chouijin Densetsu-Hen, uma continuação do desenho das Tartarugas Ninja lançada apenas no Japão. No mesmo ano, voltou a trabalhar para o anime Bakusō Kyōdai Let's & Go, cantando a música "Get up! V MAGNUM". Também participou das comemorações de 30 anos da franquia Ultraman, lançando duas músicas especiais no single "IT WAS 30 YEARS AGO". Falando em comemorações, lançou o single "ONE DREAM, ONE LOVE", onde cantou em japonês e em inglês com participações de Mitsuko Horie e da cantora filipina Allona.
Em 1997, se reuniu com o LAZY para um novo álbum e esporádicos lançamentos são feitos até o presente. Infelizmente, dois integrantes da banda faleceram. No mesmo ano, criou a dupla Koutetsu Kyodai (algo como "irmãos de metal" ou "irmãos de ferro") com Masaaki Endoh, que costumava fazer back vocal em suas turnês. Eles assumiram personas fictícias, Kageyama era Koutetsu Ichigō, e Endoh, Koutetsu Nigō, irmãos do ano 2997 que voltaram no tempo. Até figurinos de armaduras foram criados para esses personagens. A dupla lançou dois álbuns (ROBOMETAL ZZZ em 1997 e ROBOMETAL II: ~Hagane no Houyou~ em 1998) com covers de anisons e temas de tokusatsu; além de poucas outras músicas, algumas compostas para Bakusō Kyōdai Let's & Go!! MAX e Robotack.
Ainda em 1997, lançou os singles "GET THE WORLD", abertura do anime Bakusō Kyōdai Let's & Go!! WGP; "TAKE A JOURNEY", abertura do programa Anison Power Radio, apresentado pelo próprio Kageyama; e "Ganbare Goemon no Theme", abertura do jogo de Nintendo 64 Mystical Ninja Starring Goemon.
Em 1998, lançou o álbum ao vivo Power Live '98. Também lançou os singles "Power of Love", do anime Future GPX Cyber Formula SIN; "My Name Is Cowboy", para o anime Bakusou Kyoudai Let's & Go!! MAX; e "Naseba Naruhodo Robotack", da série de tokusatsu Tetsuwan Tantei Robotack. Fez músicas com o LAZY para este mesmo anime, lançadas como single e no álbum Happy Time. Também lançou o single "Hagane no Tamashii", com Ichiro Mizuki para o jogo de Nintendo 64 Super Robot Spirits.
No ano seguinte, 1999, foi convidado para fazer a abertura e o encerramento da adaptação japonesa de Beast Wars, ambas inclusas no single "Tamashii no Evolution", mesmo ano em que lançou "HEATS", um dos seus singles mais vendidos. Lançou também "Ame Nochi Egao Egao Nochi Hare", encerramento da série de tokusatsu Voicelugger; "SMILE AGAIN/Double Impact", retornando à franquia Ganbare Goemon no jogo Goemon's Great Adventure; "Samurai Gunman ~ Zan Za Zaan", para o jogo de PlayStation Rising Zan: The Samurai Gunman; e "WIN A FIGHT", segunda abertura do anime Bakukyuu Renpatsu!! Super B-Daman.
Também foi a voz de músicas que tocavam durante o programa de rádio Excite Nighter, que tratava de basebol. Elas foram lançadas no single "Baseball Tengoku".

### 2000-2015: JAM Project, Anime Friends e novos álbuns solo
Em 2000, Kageyama e Endoh se juntaram a Ichiro Mizuki, Eizo Sakamoto e Rica Matsumoto para fundar o JAM Project e não lançaram mais nada sob a alcunha dos irmãos de ferro desde então. Curiosamente, lançaram o álbum Akogi na futaritabi daze!!, mas não como um projeto do Koutetsu Kyōdai; tal álbum foi acompanhado de um ao vivo lançado dois anos depois. Já sobre o supergrupo de cantores JAM Project, a ideia era criar músicas de composições complexas para animes, jogos eletrônicos e tokusatsu, com letras que evocavam o senso de heroísmo comuns aos personagens dessas obras.
Ainda em 2000, lançou o álbum I'm in You, seu primeiro álbum solo em 15 anos, trazendo músicas novas e covers acústicos de suas próprias canções. No mesmo ano, lançou o single "W-Infinity" com Hitomi Mieno. abertura de Gear Fighter Dendoh; e "Hero wa Housouchuu", abertura do programa de rádio Saturday Hot Request, da rádio NHK, como Rica Matsumoto. Voltou a cantar para a franquia Transformers com o single "Sennen no Soldier".
Em 2001, no canal Kids Station, teve início o programa de TV Anipara Ongakukan, comandado por Kageyama e Masaaki Endoh. A cada episódio, artistas relacionados à anisons eram convidados para entrevistas e um pequeno show ao vivo com participação dos anfitriões. O programa chegou a ter um episódio especial dedicado aos 40 anos de carreira do cantor e um CD com os temas compostos para o próprio foi lançado. Em um dos episódios, Kageyama chegou a fazer um cover de "Manhã de Carnaval". O programa foi cancelado em dezembro de 2017.
Em 2002, se juntou a Kenichi Sudo, Yoshichika Kuriyama e Yohgo Kohno, da MAKE-UP, para formar o grupo TRY FORCE (ou TRYFORCE). Juntos, fizeram a música "Face" para o anime Heat Guy J e algumas composições para Wandaba Style. O trio nunca oficialmente se desfez e não lançaram mais nada, mas ainda assim trabalham juntos constantemente, sendo creditados em composições de músicas do JAM Project. No mesmo ano, Mizuki deixou o JAM Project, mas Hiroshi Kitadani entrou. Ainda no mesmo ano, Kageyama se juntou a seus colegas de JAM Project Kitadani e Endoh para criar o Manga Trio, com o objetivo de criar covers acústicos de músicas de anime e tokusatsu para se apresentarem em vários eventos, muitas vezes envolvidos em questões de caridade, tocando até em lugares pequenos, como escolas e parques.
Em 2003, Eizo Sakamoto deixa o JAM Project, mas Masami Okui e Yoshiki Fukuyama passaram a integrar o supergrupo..No mesmo ano, veio ao Brasil pela primeira vez para participar do Anime Friends, em São Paulo. Na época, o evento não tinha capacidade financeira para pagar o cachê do cantor, mas ele topou e veio com Akira Kushida e Hiroshi Watari. O evento deu certo e Kageyama voltou diversas vezes, incluindo nos dois próximos anos. Foi nesse evento que Kageyama conheceu o brasileiro Ricardo Cruz, vocalista da banda Wasabi, fluente em japonês. No ano seguinte, o líder do JAM Project se impressionou com a voz de Cruz, incentivando-o a se inscrever num concurso que estava em progresso para que um novo vocalista do grupo fosse escolhido. Deu certo e Ricardo Cruz ingressou na banda oficialmente em 2005. Ainda em 2003, lança o single "SONIC DRIVE", abertura do anime Sonic X, com Hideaki Takatori.
Ainda em 2005, lança o single "Ore wa Tokoton Tomaranai!!", abertura do jogo Dragon Ball Z: Budokai 3, que contou com a participação de membros das bandas Toto e Tower of Power. O lado B do single, "Kusuburu heart ni Hi wo Tsukero!!", foi composto para ser a abertura de Dragon Ball Z: Budokai 2, lançado em 2003.
Em 2006, lança o single "Eternal Love 2006", para o jogo de PlayStation 2 Galaxy Angel II: Zettai Ryouiki no Tobira. Ele chegou à 70ª posição no Oricon Singles Chart. No mesmo ano, lançou a música "Don't Give Up" com Hiroshi Kitadani. Ela foi usada como tema principal do jogo Battle Stadium D.O.N. Lançou, também, o single "Fuuun Musouden", para o jogo Dynasty Warriors Online. Para o lançamento da canção, um personagem inspirado em Kageyama foi criado para o jogo. Com o nome de Kage Hironobu, os jogadores podiam interagir com ele para conseguir missões e recompensas. Uma versão instrumental da música fica tocando enquanto o personagem está em tela.
Em 2007, com Ricardo Cruz, gravou a canção "Neo", música bônus para a versão japonesa do álbum Shambala, da banda Aquaria. No mesmo ano, lançou o álbum 30years3ounce como parte das comemorações de 30 anos de sua carreira. Ele também adquiriu o costume de fazer shows acústicos em pequenas casas de show pelo Japão. Voltou, ainda, ao Brasil para cantar na Anime Friends.
Em 2008, Rica Matsumoto deixa o JAM Project, criando a formação que se mantém até o presente. Foi nesse ano que Kageyama visitou o Brasil pela primeira vez com a banda, novamente na Anime Friends, com apresentações de versões em karaokê de suas músicas. Em dezembro do mesmo ano, retornou a São Paulo para um show duplo com Masaaki Endoh. Nesse mesmo ano, lançou o single Super Survivor, com músicas compostas para jogos de Dragon Ball Z e o single "Hikari no Sasu Mirai e!", com abertura e encerramento do jogo Dragon Ball Z: Infinite World. Ainda em 2008, fez uma inusitada parceria com a empresa Symantec, que lançou um software de segurança online chamado Norton. Para tal, foi criado o personagem Norton Fighter, um super-herói que serviu de mascote para a campanha de marketing. Kageyama foi convidado para cantar a música-tema do herói. Ele foi apresentada na Tokyo Game Show, onde CDs com a canção foram distribuídos.
Em 2009, lança o single "Progression", abertura do jogo Dragon Ball: Raging Blast. No mesmo ano, além da Anime Friends em São Paulo, também foi à Fortaleza cantar no SANA; ao Rio de Janeiro no Anime Family; e à Brasília no Anime Nation. No ano seguinte, foi à Belo Horizonte, no Super AniMinas, e à Salvador, no Anibahia. Ainda em 2010, lançou a música "Battle of Omega", tema do jogo Dragon Ball: Raging Blast 2; e "EVER LAST", single com o tema de abertura do jogo Last Rebellion.
Em 2011, se juntou a Masaaki Endoh e Hiroshi Kitadani para lançar duas músicas para a série de tokusatsu Sea Jetter Kaito. A abertura, homônima, foi composta por Kageyama com letras dele e de Endoh, que a cantou sozinho. Já a outra canção, chamada "Fumetsu no Hero", foi cantada pelo trio, com letra e música de Endoh. No mesmo ano, lança o single "Kiba ~Tusk of Darkness~", contendo duas canções para a franquia GARO, ambas escritas e compostas pelo próprio Kageyama. O single chegou à 77ª posição na Billboard Japan.
Ainda em 2011, se encontra com o vocalista Michael Vescera, vocalista do Animetal USA, e decidem trabalhar juntos. A conversa resultou na canção "Give Lee Give Lee Rock Lee", lançada no ano seguinte e usada como abertura do anime Rock Lee no Seishun Full-Power Ninden, um spin-off de Naruto.

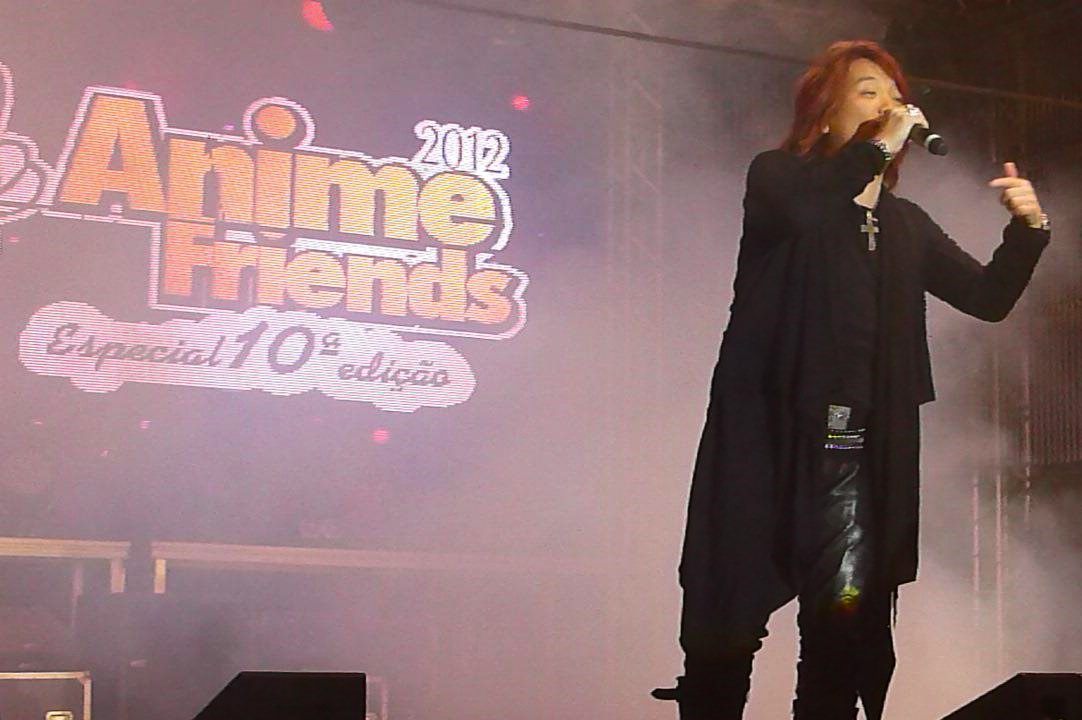
Kageyama na Anime Friends 2012

Em 2012, voltou ao Brasil com o JAM Project, desta vez com banda e músicos tocando instrumentos, mas com a ausência de Yoshiki Fukuyama por motivos médicos. No ano seguinte, o JAM Project se apresenta novamente no mesmo evento, mas desta vez com sua formação completa. No mesmo ano, lançou o álbum Rock Japan, que chegou à 48ª posição no Oricon Albums Chart. O álbum também entrou nas paradas da Billboard Japan. Lançou também o single "Tatakae! Gunriser."
Em 2013, lança o single "Yosoro ~Hoshi no Umi wo Koete~", encerramento do quinto episódio do anime Uchuu Senkan Yamato 2199, um remake de Uchuu Senkan Yamato. Ele chegou à 63ª posição no Oricon Singles Chart.
Em 2014, se apresenta em Portugal pela primeira vez, participando do Iberanime.
Em 2015, ele participou do single On the Rocks, de Ricardo Cruz, fazendo a narração na música "Killshot". No mesmo ano, lançou o single "Hippare! Monster Strike", com Yukio Yamagata, com canções para o jogo Monster Strike. Um videoclipe foi produzido. No mesmo ano, em seu blog, Kageyama fez um show acústico na loja Shock-On, em Kawaguchi, dizendo que é a loja que mais respeita sua carreira, e destacando que eles têm capas de seus álbuns e singles na parede.

### 2016-2025: Autobiografia e trabalhos na pandemia
Kageyama é muito fã de ciclismo, e pratica o esporte com frequência. Em 2017, chegou a desenhar um uniforme comemorativo de seus 40 anos de carreira. O ano seguiu com lançamentos para as comemorações, e Kageyama gravou músicas em inglês para seu álbum A.O.R., por sugestão de David Foster. As comemorações culminaram no lançamento de dois álbuns simultaneamente no ano seguinte: a coletânea Kage chan Pack ~Kimi to Boku no Daikoushin~ e o álbum de covers Dare ga Cover Yanen Anison Show.

Capa da autobiografia de Kageyama

Em 2018, lançou uma autobiografia, chamada Gōru o Bukkowase – Yume no Mukōgawa Made Tadoritsuku Gijutsu (ゴールをぶっ壊せ – 夢の向こう側までたどり着く技術 - algo como "Esmague seus objetivos – técnicas para alcançar o outro lado dos seus sonhos", em tradução livre), onde discorre sobre sua carreira, metas, sonhos e planos.
Em 2019, retorna ao Iberanime, em Portugal. No mesmo ano, lança o single "Dash & Strike", tema do jogo HARDCORE MECHA.
Em 2020, Kageyama se uniu a Cruz e gravaram versões acústicas em japonês e português de "Cha-La Head-Cha-La" e "Hero" para o canal do YouTube do brasileiro.
Em 2021, participou do evento online Dragon Ball Games Battle Hour, onde fez um show.
Em 2022, Kageyama chegou a contrair COVID-19, mas lançou o álbum Hangeki no Ouchi Rock, gravado durante a pandemia com poucas pessoas e colaborando musicalmente com sua filha, Nana Kageyama. Pai e filha fizeram um show para divulgar o álbum, aproveitando a tradição do cantor de fazer um show anual perto de seu aniversário, costumeiramente chamados de "Birthday Live".
Ainda em 2022, participou do álbum  Two-Mix Tribute Album "Crysta-Rhythm", um tributo à dupla Two-Mix. Nele, cantou a música "Trust Me". Também lançou o single "Kanata Tooku/Hikari Kanata", com ambas as músicas sendo encerramentos das duas primeiras temporadas de Ultraman Decker. O single chegou à 53ª posição na Billboard Japan. Também fez a música "Go! Go! Steel Titan!!" para o remake do jogo Live A Live, lançado no mesmo ano. Kageyama gravou tanto em japonês quanto em inglês.
Em 2023, convidou os atores Toshihide Wakamatsu e Ikko Tadano, ambos da série Jetman, para participar de seu show acústico cantando o encerramento da série. O show ainda contou com a participação de Ricardo Cruz, com quem fez um dueto da música “Soldier Dragon – Yuusha no Michi -“, tema do Change Dragon, de Changeman. A música foi originalmente lançada no álbum Dengeki Sentai Changeman Hit Kyokushuu. No mesmo ano, voltou a trabalhar com a filha e com seus companheiros de LAZY para criar as duas músicas do single "Sora no Kanata e", cuja faixa-título foi usada no filme  Ultraman Decker Finale: Journey to Beyond. Voltou a trabalhar com a filha no single "Winner Win!", para o anime Duel Masters WIN: Duel Wars, e acabou por fundar, com ela, a dupla Ouch!Rocks, e lançaram a música "Shimokita Vibes", para um festival de música em Shimokitazawa. Ainda em 2023, voltou a desenhar um uniforme de ciclismo.
Em 2024, homenageou Akira Toriyama ao saber da morte do autor, criador de Dragon Ball, dizendo que "ser o cantor de "Cha-La Head-Cha-La" é a maior honra da minha vida."
No início do mesmo ano, cantou a música "Muchauman no Theme", feita especialmente para um episódio do anime Chiikawa, onde o próprio Kageyama faz a voz do personagem Muchauman. Também se apresentou pela primeira vez na Bélgica, participando do Japan Fes. Em agosto, lançou o single "STARRAIL DISCO ~Odore Kaitakusya~", parte da trilha do jogo Honkai: Star Rail. Foi mais um projeto com sua filha, que compôs a música. Kageyama ficou encarregado da letra.
Ainda em 2024, nas comemorações do aniversário de 20 anos de Sea Jetter Kaito, Kageyama se reuniu com Masaaki Endoh e Hiroshi Kitadani, com quem fez duas músicas para a série muitos anos antes, e lançaram uma nova música chamada "Next Action for the Future ~Sea Jetter Kaito", lançada no single Mirai (Ashita) e Susume! Sea Jetter Kaito ~NEXT ACTION FOR THE FUTURE~. O single contém as duas músicas antigas e foi lançado no Kaito Fes 2024, um evento que celebra a série.
Em janeiro de 2025, Kageyama participou de um show em tributo a Kōji Wada, chamado Koji Wada Tribute Live 2025 - Butterflies Forever, que ocorrerá no Zepp DiverCity, em Tóquio. As comemorações a Wada serão acompanhadas com o lançamento de quatro álbuns. Dois chamados Be Forever Butter-Fly-BEST ALBUM-, e dois chamados Koji Wada Debut 25th Anniversary Tribute Album - Butterfly Forever, ambos divididos em duas edições chamadas "Special Edition K" e "Special Edition W" (as iniciais do artista). No "BEST ALBUM", as canções estarão todas com a voz de Wada e, no "Tribute Album", diversos artistas fazendo covers de músicas de Wada. Kageyama cantará "Starting Over". No show, álbuns duplos especiais serão vendidos, juntando as músicas das "special editions" K e W em um só.
Há uma franquia multimídia chamada Uma Musume Pretty Derby. Em janeiro de 2025, foi lançado um especial com um herói fictício de tokusatsu chamado Carrotman, baseado em um herói que Biko Pegasus, uma personagem da franquia, admira. Um único episódio foi feito para servir como propaganda, e Kageyama cantou a música-tema deste herói, chamada "Eiyou Senshi Carrotman". O time que produziu o especial não esperava conseguir Kageyama, mas ficaram felizes com o aceite do artista.
Em março de 2025, Kageyama retorna a franquia Super Sentai cantando uma insert song; música que toca nas cenas de luta, da série comemorativo de 50 anos da franquia, No.1 Sentai Gozyuger sendo essa chamada de "Ai ga Seigi".

## Discografia
Ver também: Discografia de LAZY e Discografia do JAM Project

### Álbuns de estúdio
- Broken Heart (1981)
- First at Last (1982)
- Horizon (1983)
- Born Again (1985)
- I'm in You (2000)
- Cold Rain (2005)
- 30years3ounce (2007)
- Rock Japan (2012)
- A.O.R. (2017)
- Dare ga Cover Yanen Anison Show (2018)
- Hangeki no Ouchi Rock (2022)

## Lista de músicas por série

### Super Sentai

#### Dengeki SentaiChangeman(1985)
- Dengeki Sentai Changeman (Abertura)
- Kagayake! Changeman (Koorogi'73 & SHINES)
- Soldier Dragon ~Yuusha no Michi~
- Fight! Change Robo
- GREAT PASSION ~Jounetsu no Arashi~
- Earth Force, Shukumei no Hoshi
- Wakasa de Changeman
- Pinchi wa Chance da
- Never Stop Changeman (Encerramento)

#### Hikari SentaiMaskman(1987)
- Hikari Sentai Maskman (Abertura)
- Action Fantasy
- Aura Ni Kagayake Great Five
- Daishitemi You ze Aura Power
- Moero ze Fire
- Shot Bomber Zenryoku Shuuchuu (Koorogi '73 & Shines)
- Ten Eyes ~ Gonin No Hitomi ~ (Koorogi '73 & Shines)
- Ai no Soldier (Encerramento)

#### Chikyu SentaiFiveman(1990)
- Itsutsu Kokoro De Five Robo

#### Choujin SentaiJetman(1991)
- Choujin Sentai Jetman (Abertura)
- Game ja Nain da ze
- Jet Galder Tori no Robot
- Jet Ikaros Muteki Robot
- Toki wo Kakete
- Tori ni Narou yo (Soejima Toshinao & Shines)
- Kokoro Wa Tamago (Encerramento)

#### Ninja SentaiKakuranger(1994)
- Detazo! Kakure Dai Shogun

#### Choriki SentaiOhranger(1995)
- Victory Fight - Shouri o Tsuka
- Maaka Na Toukon! Red Puncher

#### Hyakujuu SentaiGaoranger(2001)
- Dynamic Soul!!

#### Ninpu SentaiHurricanger(2002)
- Ima Kaze No Naka De (Encerramento)

#### Bakuryu Sentai Abaranger (2003)
- Dino Guts ga Tomaranai!

#### Mahou Sentai Magiranger (2006)
- Song For Magitopia (com Akira Kushida e Ichiro Mizuki)

#### Kikai Sentai Zenkaiger (2021)
- HEROES, BE AMBITIOUS!

#### No.1 Sentai Gozyuger (2025)
- Ai ga Seigi

### Ultraman

#### Ultraman Dyna(1998)
- Ultra High (Lazy) (Primeiro tema de encerramento)

### Metal Hero

#### Tokusou RoboJanperson(1993)
- Kimi Wa Nemaru ~ Soshite Utae
- Murasaki Ookami Densetsu
- Omae Ga Iru Kara ~ JP & Gungibson Yuujou No Theme
- Ore Wa Gunman ~ Gungibson No Theme

### Animes

#### Cavaleiros do Zodíaco
- Soldier Dream (segunda abertura, Fase Asgard e Poseidon)
- Blue Dream (segundo encerramento, ep.74-114)
- Dead or Dead (do CD Saint Seiya - Meiô Hades-hen)
- Time (do CD Saint Seiya Hits III)
- Best Friend (do CD Saint Seiya Hits III)
- Boys Be (do CD Saint Seiya Hits III)
- Lonely My Way (do CD Saint Seiya Hits III)
- Round and Round (do CD Saint Seiya Hits III)
- Stay Away (do CD Saint Seiya Hits III)
- Wake You Alone (do CD Saint Seiya Hits III)
- We Are Saint (do CD Saint Seiya Hits III)

#### Dragon Ball ZeDragon Ball GT
- Cha-La Head-Cha-La (música de abertura de DBZ entre os episódios 1 a 199)
- We Gotta Power (música de abertura de DBZ entre os episódios 200 a 291)
- Boku tachi wa tenshi datta ~ We Were Angels (música de encerramento de DBZ entre os episódios 200 a 291)
- Ikusa (encerramento do filme O Homem mais Forte do Mundo)
- Marugoto (encerammento do filme A Árvore do Poder)
- "Ya" na Koto ni wa Genkai-Dama!! (encerramento do filme Goku, o Super Saiyajin)
- Tobikkiri no Saikyo tai Saikyo (encerramento do filme Uma Vingança para Freeza)
- HERO (encerramento do filme Ataque de 1 bilhão de Guerreiros Poderosos)
- GIRI GIRI—Sekai Kyokugen (encerramento do filme O Retorno dos Andróides)
- Baningu Faito—Nessen - Ressen - Chogekisen (encerramento do filme Eleve seu Espírito ao Máximo!)
- Ginga o Koete Raijingu Hai (encerramento do filme A Galáxia em Perigo)
- Kiseki no Biggu Faito (encerramento do filme O Retorno do Guerreiro)
- Dragon Power (encerramento do filme O Clone do Super Guerreiro!)
- Saikyo no Fusion (encerramento do filme O Renascimento da Fusão - Goku e Vegeta)
- Ore Ga Yaranakya Dare Ga Yaru (encerramento do filme Explosão do Punho do Dragão!)
- Hikari no Tabi (encerramento do especial Bardock: O Pai de Goku)
- Aoi Kaze no HOPE (encerramento do especial Trunks e Gohan: Guerreiros do Futuro)
- Hikaru no Will Power (tema de Trunks do Futuro)
- Unmei no Hi: Tamashi tai Tamashi (tema de Gohan Super Saiyajin 2)
- Aitsu Wa Son Goku (música em homenagem à Goku)
- Oomori Rice Boy (música em homenagem à Gohan))
- Eien no Yakusoku (música de encerramento do jogo Dragon Ball Z: Ultimate Battle 22)
- Kusuburu Heart ni hi wo Tsukero (música de abertura do jogo Dragon Ball Z: Budokai 2)
- Ore Wa Tokoton Tomaranai (música de abertura do jogo Dragon Ball Z: Budokai 3)
- Super Survivor (música da abertura do jogo Dragon Ball Z: Budokai Tenkaichi 3)
- Kiseki no Honô yo Moeagare ~ Fight it Off (música de abertura do jogo Dragon Ball Z Burst Limit)
- Hikari no Sasu Mirai e! (música de abertura do jogo Dragon Ball Z: Infinite World)
- Progression (música de abertura do jogo Dragon Ball: Raging Blast)
- Battle of Omega (música de abertura do jogo Dragon Ball: Raging Blast 2)
- The Biggest Fight (música de abertura do jogo Dragon Ball GT: Final Bout)
- Hero of Heroes (tema de Goku Super Saiyajin 4 no jogo Dragon Ball GT: Final Bout)
- Kimi wo Wasurenai (primeiro encerramento do jogo Dragon Ball GT: Final Bout)
- THANK YOU! (segundo encerramento do jogo Dragon Ball GT: Final Bout)

#### Sonic X
- Sonic Drive (música de abertura, com Hideaki Takatori)

#### Naruto SD
- Give Lee Give Lee Rock Lee (com Animetal USA)

#### Monster Strike
- Pulling! Monster Strike